# Militaire patrouille op de Olympische Winterspelen 1936
Militaire patrouille is een van de sporten die beoefend werden tijdens de Olympische Winterspelen 1936 in Garmisch-Partenkirchen. De wedstrijden vonden plaats in het Olympia-Skistadion.
Het ging hierbij om een demonstratiesport. Er werden geen medailles toegekend.

## Heren
| Rang | Sporter(s)                                                        | Land | Tijd      |
| ---- | ----------------------------------------------------------------- | ---- | --------- |
| 1    | Enrico Silvestri Luigi Perenni Stefano Sertorelli Sisto Scilligo  | ITA  | 2:28:35.0 |
| 2    | Eino Kuvaja Olli Remes Kalle Arantola Olli Huttunen               | FIN  | 2:28:49.0 |
| 3    | Gunnar Wahlberg Seth Olofsson Ragnar Wiksten John Westberg        | SWE  | 2:35:24.0 |
| 4    | Albert Bach Edwin Hartmann Franz Hiermann Eugen Tschurtschentaler | AUT  | 2:36:19.0 |
| 5    | Herbert Leupold Johan Hieble Hermann Lochbühler Michael Kirchmann | GER  | 2:36:24.0 |
| 6    | Jacques Faure Marcel Cohendoz Eugène Sibué Jean Morand            | FRA  | 2:40:55.0 |
| 7    | Arnold Kaech Josef Jauch Eduard Waser Josef Lindauer              | SUI  | 2:43:39.0 |
| 8    | Karel Steiner Josef Mateasko Bohuslav Musil Bohumil Kosour        | TCH  | 2:50:08.8 |